# 小林克良
小林 克良（こばやし かつよし、1958年11月20日 - ）は、日本の男性音響監督。

## 来歴・人物
AUDIO PLANNING Uに入社し、浦上靖夫に師事。同社在籍時の音響効果技師は横山正和と組むことが多かった。
その後、2002年10月に独立し、トリニティサウンドを設立する。2023年現在は経営を弟子の窪園摩理子に委ね、音響総監督（アドバイザー）に退いている。

## 参加作品
特記のないものはすべて音響監督としての参加。

### テレビアニメ
1987年
- プロゴルファー猿※浦上靖夫と大熊昭から交代。

1988年
- ビリ犬

1989年
- シティーハンター3（浦上靖夫と共同）
- ビリ犬なんでも商会
- おぼっちゃまくん

1990年
- オバタリアン（浦上靖夫と共同）
- ガタピシ

1991年
- シティーハンター'91（浦上靖夫と共同）
- どろろんぱっ!

1992年
- ママは小学4年生（浦上靖夫と共同）

1993年
- 疾風!アイアンリーガー
- ミラクル☆ガールズ

1994年
- 景山民夫のダブルファンタジー
- レッドバロン

1995年
- 行け!稲中卓球部
- 怪盗セイント・テール ※第24話まで山田悦司と共同

1996年
- けろけろけろっぴのびっくり! おばけやしき
- 忍たま乱太郎（4期のみ）
- バッドばつ丸のオレのポチは世界一
- ハローキティのみんなの森をまもれ!
- 名探偵コナン（第1話 - 第295話まで。トリニティサウンド設立による独立に伴い降板）
- わんころべえ

1997年
- 手塚治虫の旧約聖書物語
- 忍ペンまん丸

1998年
- カウボーイビバップ
- デビルマンレディー

1999年
- 週刊ストーリーランド（シンエイ動画制作回のみ）
- 星界の紋章
- セラフィムコール[2]
- 人形草紙あやつり左近

2000年
- 星界の戦旗
- 星界の断章 -誕生-

2001年
- 星界の戦旗II

2003年
- 成恵の世界

2004年
- アークエとガッチンポー
- 北へ。〜Diamond Dust Drops〜
- サムライガン
- 月は東に日は西に 〜Operation Sanctuary〜
- 火の鳥
- ビューティフル ジョー

2005年
- アークエとガッチンポー てんこもり
- 格闘美神 武龍
- ギャラリーフェイク
- 魔豆奇伝パンダリアン

2006年
- ウサハナ 夢見るバレリーナ
- 格闘美神 武龍 REBIRTH
- 銀魂
- 砂沙美☆魔法少女クラブ
- 砂沙美☆魔法少女クラブ シーズン2
- ハローキティ りんごの森のファンタジー

2007年
- シュガーバニーズ
- 東京魔人學園剣風帖 龖
- 東京魔人學園剣風帖 龖 第弐幕
- ハローキティ りんごの森のミステリー
- ハローキティ りんごの森とパラレルタウン

2008年
- 黒執事
- タカネの自転車
- もえがく★5

2010年
- 黒執事II

2011年
- 銀魂'（第2期）
- けものおと。

2012年
- 男子高校生の日常（音響プロデューサー）
- 宇宙兄弟
- 貧乏神が!
- 銀魂' 延長戦（第2期）

2014年
- 黒執事 Book of Circus
- トライブクルクル

2015年
- 銀魂゜（第3期）（音響監修）
- ブレイブビーツ

2016年
- 逆転裁判 〜その「真実」、異議あり!〜
- ヘボット！

2017年
- 銀魂.（第4期）（音響監修）
- 大正メビウスライン ちっちゃいさん（音響監修）

### OVA
1988年
- 宇宙家族カールビンソン

1993年
- けろけろけろっぴのガリバーの冒険
- キキとララのヘンゼルとグレーテン
- ハローキティのしらゆきひめ
- ハローキティのアルプスの少女ハイジ
- ハローキティのかぐや姫
- ハローキティの不思議の国のアリス
- ぼくの地球を守って

1994年
- 装甲騎兵ボトムズ 赫奕たる異端
- けろけろけろっぴのロビンフッド
- ハローキティのアルプスの少女ハイジⅡ -クララとの出会い-
- ハローキティの小公女
- 疾風!アイアンリーガー 銀光の旗の下に

1996年
- スレイヤーズすぺしゃる

1997年
- レイアース（浦上靖夫と共同）

1998年
- クイーン・エメラルダス（3〜4話のみ）
- スレイヤーズえくせれんと

1999年
- 青山剛昌短編集
- とっとこハム太郎 アニメでちゅ!

2000年
- からくりの君[3]
- め組の大吾 火事場のバカヤロー

2002年
- ジャングルはいつもハレのちグゥ デラックス（6話まで）

2005年
- パパとKISS IN THE DARK
- 星界の戦旗III

2014年
- 銀魂「布団に入ってから拭き残しに気付いて寝るに寝れない時もある」

### 劇場アニメ
1995年
- スレイヤーズ

1996年
- スレイヤーズRETURN

1997年
- スレイヤーズぐれえと
- 名探偵コナン 時計じかけの摩天楼

1998年
- 名探偵コナン 14番目の標的
- スレイヤーズごうじゃす

1999年
- 名探偵コナン 世紀末の魔術師

2000年
- 名探偵コナン 瞳の中の暗殺者
- The AURORA 海のオーロラ

2001年
- カウボーイビバップ 天国の扉
- 名探偵コナン 天国へのカウントダウン

2002年
- 名探偵コナン ベイカー街の亡霊

2003年
- ぼくの孫悟空[4]

2010年
- 劇場版 銀魂 新訳紅桜篇

2013年
- 劇場版 銀魂 完結篇 万事屋よ永遠なれ

2017年
- 劇場版 黒執事 Book of the Atlantic

2021年
- 銀魂 THE FINAL（音響監修）

### ラジオドラマ
- カドカワ・サウンドシネマシリーズ
  - 低俗霊DAYDREAM
  - トリニティ・ブラッド Rage Against the Moons
  - 成恵の世界
  - ローゼンクロイツ
  - ランブルフィッシュ
  - 少年☆周波数～王様の棋譜
- ちょー美女と野獣
- 官能小説家は発情中
- 新機動戦記ガンダムW BLIND TARGET（浦上靖夫と共同）
- 悪魔のミカタ
- BLUE DROP
- ダーティペア ラブリーエンゼル ユリ&ケイ